# ميليكا غارداشيفيتش
ميليكا غارداشيفيتش (الصربية السيريلية: Милица Гардасевић؛ من مواليد 28 سبتمبر 1998) هي لاعبة الوثب الطويل صربية مثلت بلدها في الوثب الطويل في دورة الألعاب الأولمبية الصيفية 2024.

## مسيرتها المهنية
فازت خلال مسيرتها المهنية في فئة الناشئين بالميدالية الذهبية في بطولة أوروبا تحت 20 عامًا 2017 في غروسيتو، إيطاليا، حيث قفزت 6.46 مترًا في النهائي. وحصلت على الميدالية البرونزية في بطولة أوروبا تحت 23 عامًا 2019، وبعد ذلك أقام لها عمدة نوفي ساد حفل استقبال.

### مسيرتها الاحترافية
فازت غارداشيفيتش بميدالية ذهبية في دورة ألعاب البحر الأبيض المتوسط 2022.  في عام 2022، شاركت غارداشيفيتش في بطولة العالم لألعاب القوى، لكنها لم تسجل مسافة صحيحة في ثلاث محاولات. قبل أيام قليلة من بطولة أوروبا لذلك العام، سجلت أفضل رقم شخصي لها في الوثب الطويل، بمسافة 6.83 متر.
في يوليو 2023، فازت بمسابقة الوثب الطويل للسيدات في بطولة البلقان لألعاب القوى 2023، حيث قفزت 6.91 متر لتتأهل إلى دورة الألعاب الأولمبية الصيفية في العام التالي.  وأصبحت المسافة التي سجلتها أفضل رقم شخصي لها في هذا السباق.
شاركت غارداشيفيتش في دورة الألعاب الأولمبية الصيفية 2024 في باريس، فرنسا. بعد تسجيل قفزة بلغت 6.48 مترًا في الجولة الأولى من التصفيات المؤهلة للقفز الطويل، فشلت في تسجيل قفزات صحيحة في المحاولتين الثانية والثالثة، مما جعلها خارج أفضل 12 رياضية مؤهلة للنهائي.
في مارس 2025، شاركت جارداشيفيتش في بطولة أوروبا للصالات المغلقة، وقفزت أربع أخطاء لكنها أنهت بمسافة 6.75 مترًا لتحتل المركز الرابع خارج منصة التتويج. في وقت لاحق من نفس الشهر، تنافست جارداشيفيتش في بطولة العالم للصالات المغلقة 2025، واحتلت المركز الثالث عشر حيث هبطت بقفزة واحدة فقط من قفزاتها الثلاث لتنتهي بأطول علامة وهي 6.33 مترًا.